# Zaharie Muntean
Zaharia Muntean (n. 20 decembrie 1881, Merghindeal, comitatul Târnava-Mare - d. 10 februarie 1972, Sibiu) a fost un delegat titular în Marea Adunare Națională de la Alba Iulia, organismul legislativ reprezentativ al „tuturor românilor din Transilvania, Banat și Țara Ungurească”, cel care a adoptat hotărârea privind Unirea Transilvaniei cu România, la 1 decembrie 1918.:p. 77

## Biografie
S-a născut în localitatea Merghindeal, comitatul Târnava-Mare (actualmente în județul Sibiu), din părinți țărani. Școala primară o face în comuna natală, după care urmează cursurile  Liceului de Stat din Sibiu. A efectuat studii universitare de drept la Sibiu și apoi la Universitatea Franz Joseph din Cluj. Se înscrie în avocatură la Alba Iulia, unde apare, pe data de 1 mai 1910, ca și candidat de avocat.
În 1909 se căsătorește cu Elena, fiica  memorandistului Rubin Patiția, cununia fiind înregistrată în registrul de căsătorii al Bisericii ortodoxe „Buna Vestire” din Alba Iulia, pe acea vreme păstorită de protopopul Nicolae Ivan (viitorul episcop al Clujului, Vadului și Feleacului).
A debutat ca publicist intrând în viața culturală a ASTREI, unde în 1913 este ales secretar al Despărțământului Alba Iulia. A activat în ASTRA până prin anii ’40, având diferite funcții: secretar, președinte (1924-1925), membru al comitetului cu sau fără atribuții speciale. În 1925 a ajuns membru corespondent al Secției Juridice a ASTREI de la Sibiu, al cărui președinte era Iuliu Maniu.
În 1916 a fost acuzat și condamnat la moarte prin ștreang în urma activității de spionaj efectuate în favoarea armatei române și în defavoarea armatei austro-ungare. Zaharia Muntean împreună cu alți 15 intelectuali români a fost condamnat de Curtea Marțială din Cluj în urma unui proces care a durat de la 6 decembrie 1916 până la 8 februarie 1917. „Condamnare(a) la moarte prin ștreang” în dreptul lui Zaharia Muntean, a fost motivată  de faptul că inculpatul Zaharia Muntean în colaborare cu alți spioni români a strâns informații complete privind lucrările genistice efectuate pe malul Mureșului, a întocmit schițe ale amplasamentelor executate de armata Austro-Ungară și a predat Armatei Române de peste Carpați întreaga documentație. A scăpat de la moarte datorită contextului politic al vremii, situația politică și militară a devenind nefavorabilă Austro-Ungariei. A fost grațiat de împăratul Carol I, care a acceptat cererea de grațiere a celor 9 condamnați la moarte.
Începând din 1918, Zaharia Muntean a ocupat diverse funcții politice fie în cadrul Marii Adunări de la Alba-Iulia, fie în cadrul altor organizații.
De asemenea, s-a remarcat ca publicist la următoarele publicații: ziarul „Românul”, Arad; „Luceafărul”, „Societatea de mâine” din Cluj; ziarul „Alba Iulia”).
În 1919 a sprijinit inițiativa profesorilor de la liceul „Mihai Viteazul” din Alba Iulia, de a se construi în oraș un monument al Marii Uniri, fiind ales în comitetul pentru „Fondul Monumentului Marii Uniri de la Alba Iulia.”
La 10 februarie 1972, în vârstă de 91 de ani, Zaharia Muntean s-a stins din viață la Sibiu, fiind înmormântat la Alba Iulia.

## Activitatea politică
În anul 1918, în cadrul Consiliului Național Român(C.N.R.) de la Alba Iulia a fost secretar de ședințe (10-16 noiembrie 1918) și membru al comisiei militare (14-16 noiembrie 1918), iar din data de 16 noiembrie a renunțat la toate responsabilitățile pentru a se ocupa urgent de editarea ziarului „Alba Iulia” ce urma să apară in 30 noiembrie 1918 ca organ de presă al Consiliului Național din Alba Iulia.
La data de 22 noiembrie a fost ales ca delegat la Marea Adunare Națională de la Alba Iulia, în cercul electoral Vințul de Jos, fiind pe aceeași listă cu Iuliu Maniu, dr. Ioan Marciac (membru al C.N.R. Alba Iulia). În această calitate, alături de ceilalți deputați de pretutindeni, a votat unirea tuturor românilor.
Zaharia Muntean, a făcut parte din Marele Sfat Național Român, compus mai întâi din 200, apoi din 250 deputați(la 30 iulie 1919, în ședința Marelui Sfat Național Român de la Sibiu, lista deputaților a fost extinsă cu încă 50 membri), care a jucat rolul de organ provizoriu de conducere a românilor din teritoriile unite cu România, până la realizarea în fapt și sub toate aspectele a unirii. în cadrul Marelui Sfat Național Român și a Consiliului Dirigent (2 decembrie 1918 - 2 aprilie 1920) av. Zaharia Muntean a fost ales secretar general al Resortului Financiar al Consiliului Dirigent și, mai apoi, consilier special al Transilvaniei pe lângă Ministerul Cultelor și Instrucțiunii Publice din București.
Cu ocazia alegerilor parlamentare din noiembrie 1919, a fost ales ca deputat al cercului electoral Aiud reprezentând Partidul Național Român activând până în mai 1920, când alegerile parlamentare au fost câștigate de Partidul Poporului a lui Averescu.
S-a remarcat ca publicist la următoarele publicații: ziarul „Românul”, Arad; „Luceafărul”, „Societatea de mâine” din Cluj; ziarul „Alba Iulia”.
În 1919, a sprijinit inițiativa profesorilor de la liceul „Mihai Viteazul” din Alba Iulia, de a se construi în oraș un monument al Marii Uniri, fiind ales în comitetul pentru „Fondul Monumentului Marii Uniri de la Alba Iulia.”
În perioada interbelică, Zaharia Muntean  s-a remarcat ca președinte al Reuniunii Meseriașilor Români din Alba Iulia, ca membru al Comitetului anti-revizionist din orașul Marii Uniri și ca membru în Consiliul Județean Alba.